# Alaksiej Fiodarau
Alaksiej Dzmitryjewicz Fiodarau (biał. Аляксей Дзмітрыевіч Фёдараў, ros. Алексей Дмитриевич Фёдоров; ur. 27 września 1972 w Mohylewie) – białoruski szachista, arcymistrz od 1995 roku.

## Kariera szachowa
Od pierwszych lat 90. XX wieku należy do ścisłej czołówki białoruskich szachistów. W latach 1993, 1995, 2005 i 2008 czterokrotnie zdobył tytuły indywidualnego mistrza kraju. Pomiędzy 1994 a 2008 r. siedmiokrotnie wystąpił na szachowych olimpiadach, natomiast w latach 1997–2003 czterokrotnie na drużynowych mistrzostwach Europy.
Trzykrotnie startował w pucharowych turniejach o mistrzostwo świata, najlepszy wynik uzyskując w 1999 r. w Las Vegas, gdzie po wyeliminowaniu Borisa Gulko i Jana Timmana awansował do IV rundy (najlepszej szesnastki mistrzostw). W rundzie tej przegrał (po dogrywce) z Siergiejem Mowsesianem i odpadł z dalszej rywalizacji. W pozostałych dwóch przypadkach odpadał w I rundach, przegrywając z Aleksandrem Iwanowem (Nowe Delhi, 2000) oraz Aszotem Anastasianem (Moskwa, 2001/02).
Wielokrotnie brał udział w turniejach międzynarodowych, jeden z największych sukcesów odnosząc w 2003 r. w Moskwie, gdzie w turnieju Aerofłot Open podzielił I miejsce (wspólnie z Wiktorem Bołoganem, Aleksiejem Aleksandrowem i Piotrem Swidlerem). Do innych jego sukcesów należą zwycięstwa (samodzielne bądź dzielone) m.in. w:
- Woskriesiensku (1993, wspólnie z Aleksandrem Nikitinem(inne języki)),
- Mińsku (1995, wspólnie z Jurijem Szulmanem, Olegiem Korniejewem i Wiaczesławem Dydyszko),
- Sankt Petersburgu (1996, wspólnie z Lembitem Ollem),
- Moskwie (1995 i 1996)
- Aars (1999),
- Kalkucie (1999),
- Nowym Delhi (2006),
- Mińsku (2006, wspólnie z Jewgienijem Miroszniczenko i Igorem Kurnosowem),
- Saratowie (2007, wspólnie z m.in. Andriejem Diewiatkinem, Siergiejem Azarowem, Denisem Chismatullinem i Jewgienijem Tomaszewskim),
- Bukareszcie (2008, wspólnie z Jewgienijem Miroszniczenko i Dmitrijem Kononienko(inne języki)).

Najwyższy ranking w dotychczasowej karierze osiągnął 1 stycznia 2000 r., z wynikiem 2684 punktów zajmował wówczas 14. miejsce na światowej liście FIDE oraz pierwsze wśród białoruskich szachistów.